# Ovid

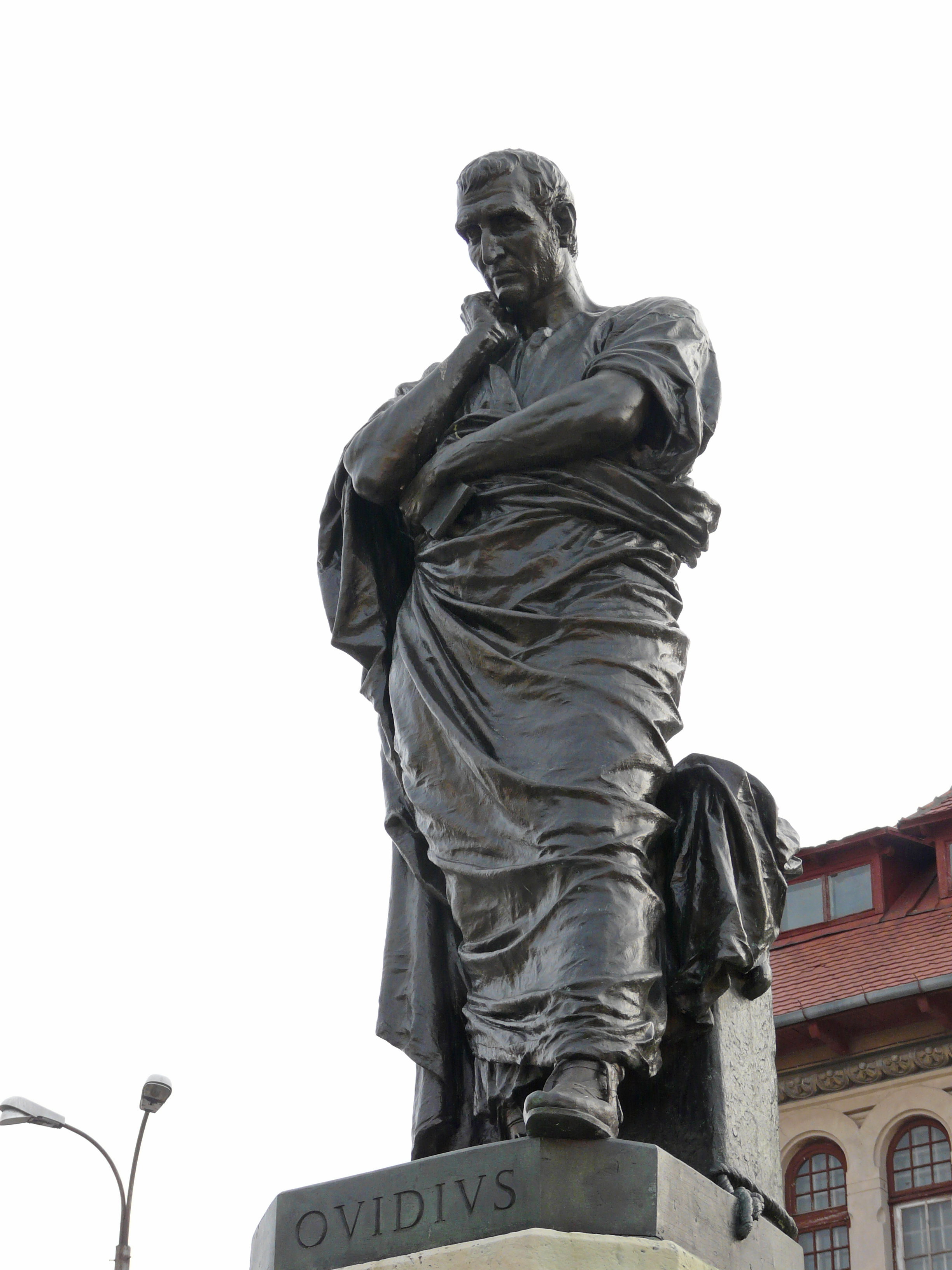
Statue in der rumänischen Stadt Constanța, vormals Tomoi, dem Exilort, an dem Ovid die letzten acht Jahre seines Lebens zubrachte

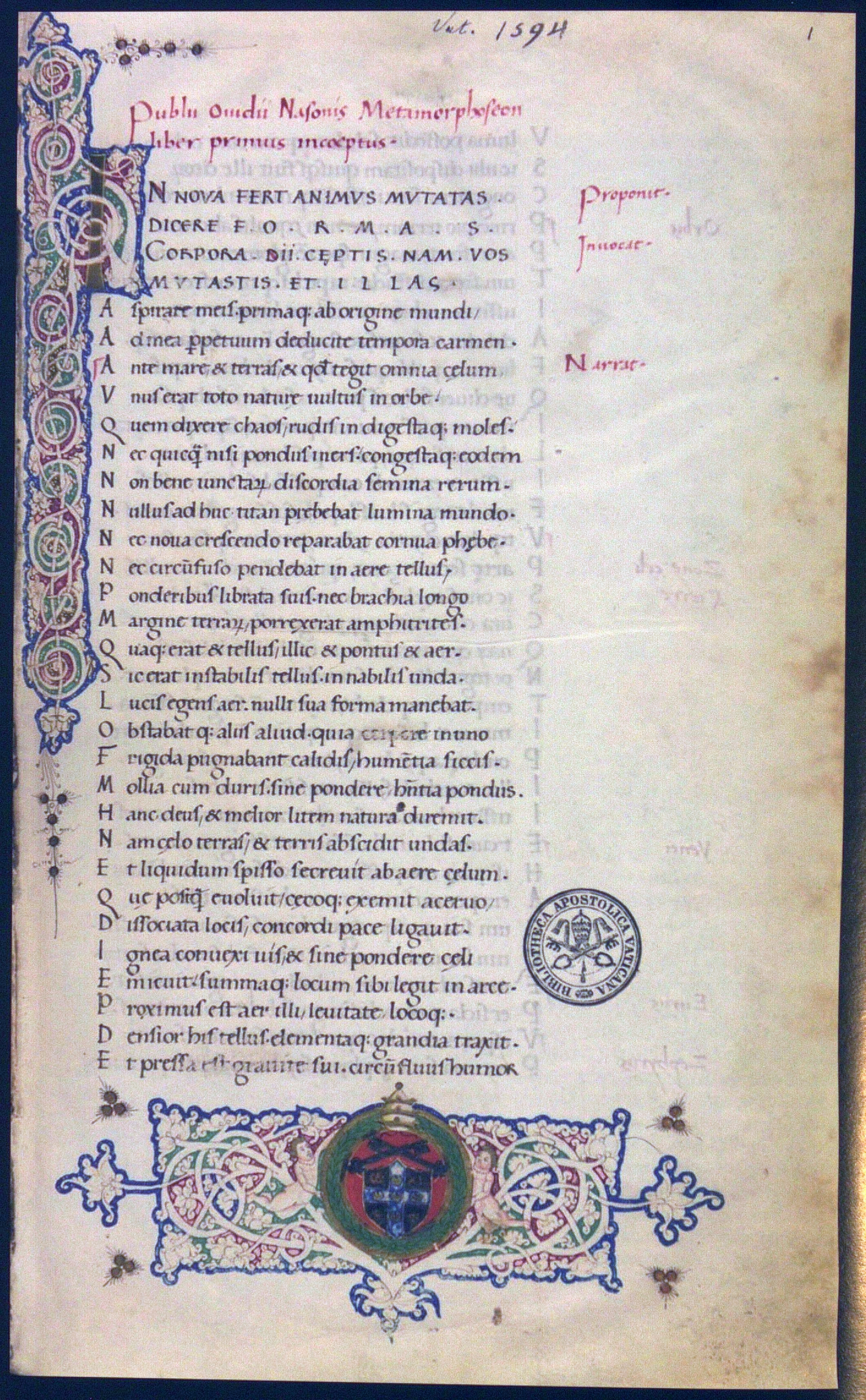
Der Anfang der Metamorphosen Ovids in der Handschrift Biblioteca Apostolica Vaticana, Vat. lat. 1594, fol. 1r (15. Jahrhundert)

Publius Ovidius Naso, deutsch kurz Ovid [ˀoˈviːt] (* 20. März 43 v. Chr. in Sulmo; † wohl 17 n. Chr. in Tomis), war ein antiker römischer Dichter. Er zählt in der römischen Literaturgeschichte neben Horaz und Vergil zu den drei großen Poeten der klassischen Epoche. Ovid schrieb in einer Frühphase Liebesgedichte, in einer mittleren Phase Sagenzyklen und in einer Spätphase Klagelieder.
Ovids gut erhaltenes Werk übte, nachdem es in der Spätantike weniger beachtet worden war, einen immensen Einfluss auf die Dichtung, die bildende Kunst und die Musik des Mittelalters sowie des Barock aus. In der Romantik ging der Einfluss zurück, lebte im späteren 19. Jahrhundert aber wieder auf. Sein Werk hat sich in das kulturelle Gedächtnis der Nachwelt tief eingeprägt; hier ist vor allem sein Hauptwerk, die Metamorphosen, zu nennen.

## Leben
Die einzige Quelle über Ovids Leben ist sein eigenes Werk, insbesondere die im Exil verfassten Tristia. Über seinen Tod und den Todesort informiert in knappen Worten ein Eintrag in der Chronik des Hieronymus. Die autobiografische Zuverlässigkeit der ovidschen Schriften wird zum Teil angezweifelt.
Ovid wurde am 20. März 43 v. Chr. in Sulmo (heute Sulmona, 120 km östlich von Rom) geboren. Im Gegensatz zu Vergil und Horaz blieben ihm die Schrecken des Bürgerkriegs erspart; er wuchs in der Sicherheit der Pax Romana auf.
Er war der Spross einer wohlhabenden Familie aus dem Ritterstand. Sein Vater schickte ihn zusammen mit seinem ungefähr gleichaltrigen Bruder auf die damals für wohlhabende Söhne typische Bildungsreise nach Griechenland und danach auf eine Rhetorikschule in Rom, zur Vorbereitung auf die römische Ämterlaufbahn, den cursus honorum. Dort wurde er bei den herausragenden Rednern und Rhetoren der Zeit, bei Marcus Porcius Latro und Arellius Fuscus unterrichtet. Bei ihnen entdeckte Ovid seinen Hang zum Formulieren von Versen und zum Erzählen von Geschichten, und von Porcius Latro, der selbst als Dichter hervortrat, nahm Ovid später einige Wendungen in seinen Gedichten auf. Nachdem er als tresvir (wohl monetalis, das heißt, er hatte das Amt des Münzmeisters inne) und als decemvir stlitibus iudicandis die untersten Stufen der senatorischen Ämterlaufbahn erreicht hatte, gab er diesen Lebensweg auf. Dem juristischen Bereich blieb er als Mitglied in den Gerichtshöfen der centumviri („Hundert Männer“) sowie als Richter in Zivilprozessen zunächst zwar verbunden, stellte dann aber alle öffentlichen Tätigkeiten ein, um Dichter zu werden. Der Kunstpatron Marcus Valerius Messalla Corvinus nahm ihn in seinen Kreis von Dichtern auf und förderte ihn.
Ovids erstes Werk, die Liebesgedichte (Amores), wurden zu einem durchschlagenden Publikumserfolg; sie machten ihn, spätestens seit Horaz’ Tod 8 v. Chr., zum meistgelesenen Dichter Roms. Nach weiteren Werken zum Thema Liebe schuf er um 1 n. Chr. sein Hauptwerk, die Metamorphosen, in dem alte Sagen reich ausgeschmückt neu erzählt werden.
Ovid heiratete in jungen Jahren, jedoch wurden sowohl seine erste als auch die zweite Ehe jeweils nach kurzer Dauer geschieden. Wahrscheinlich entstammt seine Tochter der zweiten Ehe, da seine dritte Frau, mit der er bis zu seinem Tod verheiratet blieb, nie in Zusammenhang mit ihr gebracht wurde und auch in den Gedichten immer getrennt von beiden gesprochen wird.
Im Herbst des Jahres 8 n. Chr. hielt sich Ovid auf der Insel Elba auf, als ihn der Beschluss des Kaisers Augustus erreichte, dass er nach Tomis (heute Constanța in Rumänien) am Schwarzen Meer verbannt werde. Weder ein Gerichtsverfahren noch ein Beschluss des Senats legitimierten diese Verbannung, wie Ovid später schrieb.
Die über Ovid verhängte Verbannung war – im Gegensatz zur aquae et ignis interdictio, mit der der Betroffene für vogelfrei erklärt und sein Vermögen konfisziert wurde – eine mildere Form, eine relegatio, weswegen er sein Vermögen und sein Bürgerrecht behalten konnte.
Ovid gibt selbst an, dass die Ursachen für seine Verbannung carmen et error gewesen seien, „Gedicht und Verfehlung“. Mit dem Gedicht ist wohl die Ars amatoria (auch Ars amandi genannt) gemeint, die dem sittenstrengen Augustus, dem viel an der Wiederherstellung der traditionell-römischen Begriffe von Ehe und Familie lag, ein Dorn im Auge war. Wichtiger muss aber die „Verfehlung“ gewesen sein, da die Veröffentlichung der ars amatoria zum Zeitpunkt der Verbannung bereits acht Jahre zurücklag.
Ovid deutet in seinen Tristia einen weiteren Grund an: Er habe etwas „gesehen, was er nicht habe sehen dürfen“. Es wird in der Forschung zumeist vermutet, dass er Mitwisser in der Ehebruchsaffäre von Augustus’ Enkelin Iulia war. Der wirkliche Grund ist bis heute unklar.
Ovid versuchte viele Jahre lang, den Kaiser zu erweichen und seine Rückberufung zu erreichen, indem er seine Exildichtung nach Rom sandte. Doch sein Bestreben blieb zeitlebens ohne Erfolg. Als Augustus starb, berief auch dessen Nachfolger Tiberius Ovid nicht zurück.
Über Ovids Tod ist nicht viel bekannt. Da man in seinen Dichtungen keine Anspielungen auf Ereignisse nach dem Jahr 17 n. Chr. findet, nimmt man an, dass er kurz darauf verstorben ist. An seine Frau gerichtet, teilte Ovid in den Tristia die Inschrift mit, die auf seinem Grab stehen sollte:
Hic ego qui iaceo tenerorum lusor amorum

—Ingenio perii, Naso poeta, meo.

At tibi qui transis, ne sit grave quisquis amasti

—Dicere: Nasonis molliter ossa cubent.
„Ich, der ich hier liege, Naso, der Dichter, Spieler zärtlicher Liebesgeschichten, bin an meinem eigenen Talent zugrunde gegangen.

Aber dir, der du vorbeigehst, soll es, wenn du je geliebt hast, nicht schwerfallen zu sagen: Mögen Nasos Gebeine weich ruhen!“

## Werk
Drei Schaffensphasen sind unterscheidbar:

### Frühphase
Nach einer bis auf wenige Reste verlorenen Tragödie Medea verfasste Ovid erotische Dichtungen. In den Amores, zwischen 20 und 15 v. Chr. zunächst in fünf, dann in drei Büchern veröffentlicht, steht eine junge Frau namens Corinna im Mittelpunkt, von der nicht bekannt ist, ob es sie als reale Person im Leben des Autors gegeben hat. Ovid stellt die Liebe nicht mehr, wie seine Vorgänger, als ein leidvolles Schmachten dar, sondern als ein amüsantes und frivoles Spiel.
Die Ars amatoria, die zwischen 1 v. Chr. und 4 n. Chr. entstandene „Liebeskunst“, ist ein Lehrgedicht in drei Büchern, in denen auf ironische Weise Anleitungen gegeben werden, wie Frauen und Männer im Spiel der Liebe zum Erfolg kommen können. Die Liebe ist hier eine Technik, die man, wie das Kriegshandwerk, erlernen und nach Regeln beherrschen kann. Wegen ihrer provokativen Freizügigkeit könnte sie Missfallen am Hof des auf Sittenstrenge bedachten Kaisers erregt haben und so ein Grund für die Verbannung gewesen sein (siehe oben). Die Remedia amoris („Heilmittel gegen die Liebe“) stellen das Gegenstück zur Liebeskunst dar; sie benennen die Abhilfen, deren es bedarf, um sich vom Liebeskummer zu befreien oder ein Liebesverhältnis zu beenden.
Die Heroides (für die Ovids Autorschaft nicht zweifelsfrei feststeht) sind fiktive Liebesbriefe berühmter Frauen der Sage wie Penelope, Helena, Dido, Medea und anderer. In drei Fällen werden auch Briefe der Männer wiedergegeben, auf die die Frauen antworten. In den Briefen kommt eine weibliche Sicht auf bekannte Heldenstoffe zum Ausdruck.
Von De medicamine faciei, einer Sammlung kosmetischer Ratschläge, sind nur die ersten 100 Verse überliefert.

### Mittlere Phase

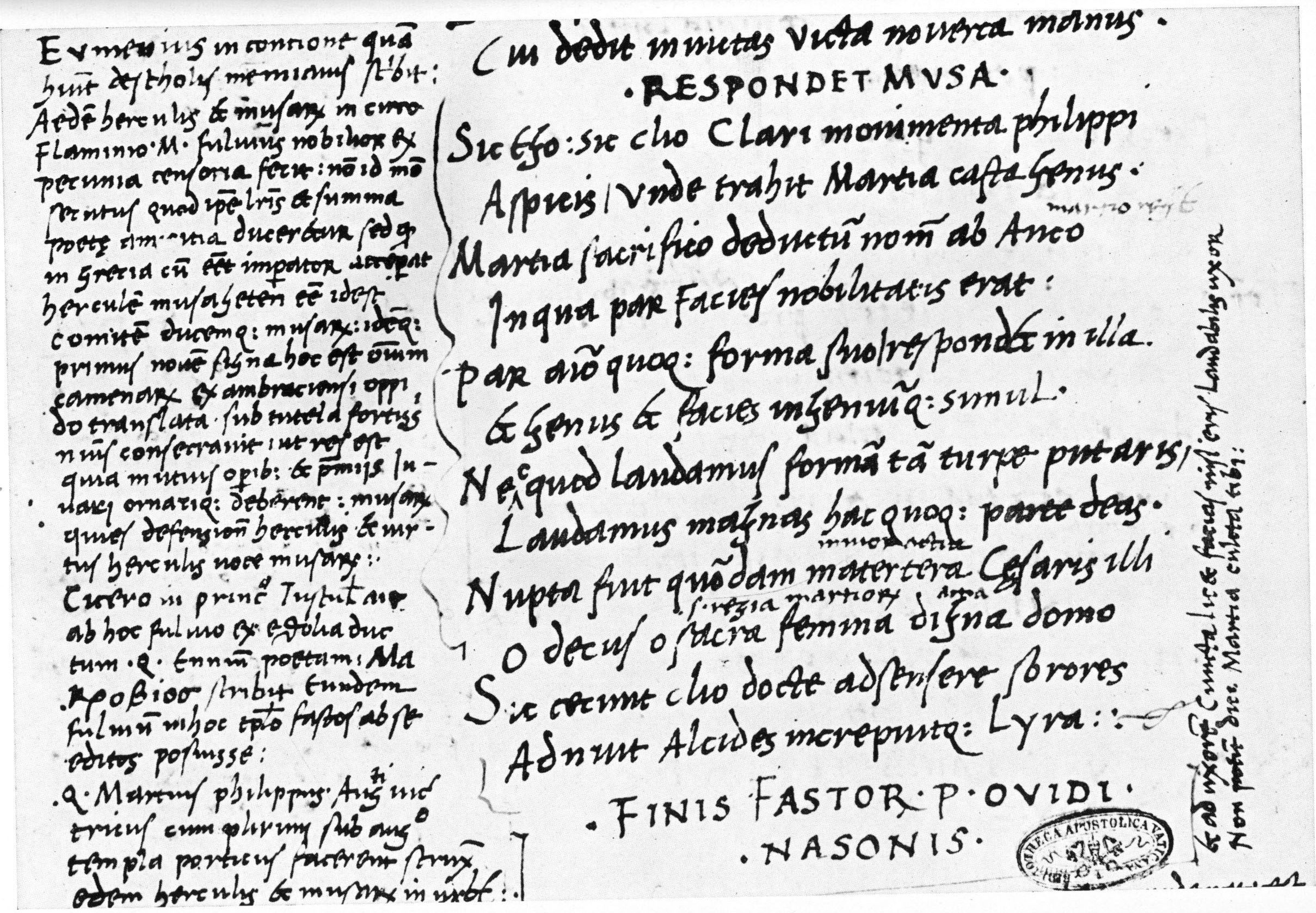
Ovids Fasti in einer von dem Humanisten Julius Pomponius Laetus angefertigten Handschrift. Rom, Biblioteca Apostolica Vaticana, Vat. Lat. 3263, fol. 119v (15. Jahrhundert)

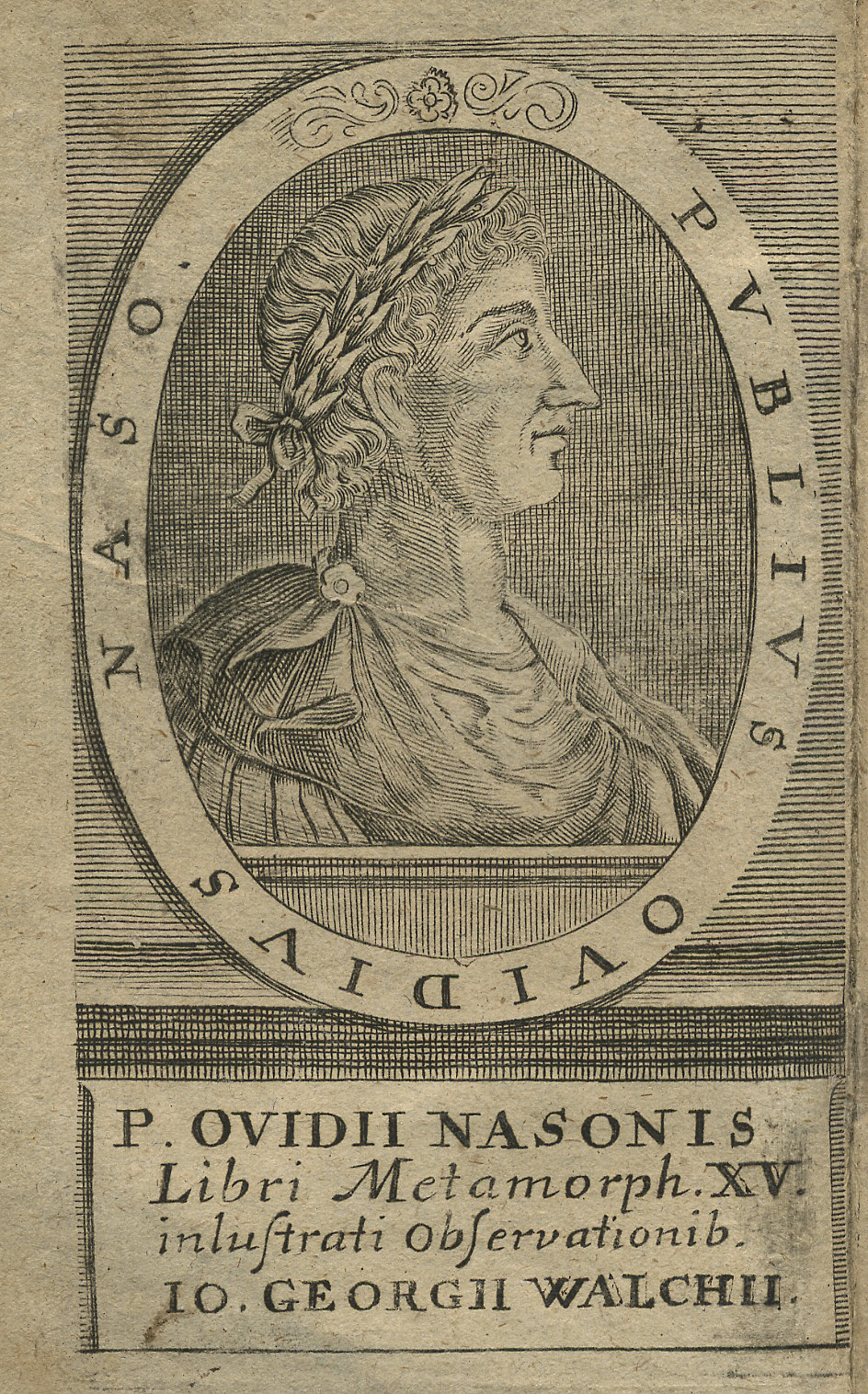
Aus: Publii Ovidii Nasonis, Metamorphoseon, Leipzig 1731 (Titelkupfer)

Nach dem Abschluss der Liebesdichtung folgten zwei große Sagenzyklen. In den Fasti werden die Namen, Ursprünge und Bräuche römischer Feste beschrieben. Das Werk bricht nach der Hälfte ab und behandelt nur die Monate Januar bis Juni.

Metamorphoses, 1618

Die Metamorphosen, vermutlich zwischen 1 und 8 n. Chr., 15 Bücher mit jeweils 700–900 Versen, sind Ovids bekanntestes Werk. Es werden 250 Verwandlungsgeschichten aus der antiken, vor allem der griechischen Mythologie erzählt. Die Geschichten sind durch Übergänge und Querverbindungen so miteinander verbunden, dass sie nicht nur eine Sammlung darstellen, sondern ein episches Ganzes mit einem Proömium am Anfang und einem Epilog am Ende, doch ohne einen im Mittelpunkt stehenden Protagonisten. Die Geschichten lassen sich thematisch auf vier Blöcke aufteilen: Buch 1–2: von der Weltentstehung bis zum Raub der Europa; Buch 3–6: von der Erbauung Thebens bis zur Argonautenfahrt; Buch 7–11: von den Argonauten bis zum troianischen Königshaus; 12–15: vom Trojanischen Krieg bis zur Gegenwart, dem Zeitalter des Augustus. Unter anderem finden sich die Geschichten Das Goldene Zeitalter, Pyramus und Thisbe, Apollo und Daphne, Die Lykischen Bauern, Dädalus und Ikarus, Philemon und Baucis, Battus, Narziss und Echo, das Fehlurteil des Midas im Musikwettstreit zwischen Pan und Apollo, Orpheus und Eurydike, Pygmalion, Caesar und Augustus, Niobe.

### Spätphase
In der Zeit seiner Verbannung von 8 bis 16 n. Chr. schrieb Ovid Trauerelegien, durchweg in Briefform gehalten, nämlich fünf Bücher Tristia und vier Bücher Epistulae ex Ponto („Briefe vom Schwarzen Meer“). Der Dichter beklagt sein hartes Schicksal, die Ferne von Rom und die Unwirtlichkeit des erzwungenen Aufenthaltsorts. Er macht sich noch Hoffnung auf Begnadigung, insbesondere die „Briefe vom Schwarzen Meer“ richten sich an Personen aus dem Umkreis des Augustus.
Zu einem verlorenen Gedicht namens Phaenomena über Himmelserscheinungen ist nichts Näheres bekannt.

### Zweifelhafte und unechte Werke
Bei einigen Werken, die in den mittelalterlichen Handschriften unter Ovids Namen laufen, ist nicht gesichert oder sogar unwahrscheinlich, dass sie von Ovid stammen: außer den schon genannten Heroides noch Halieutica, Ibis und Nux. Die Consolatio ad Liviam (auch Epicedium Drusi genannt) ist sicher unecht.

## Ovid als literarische Figur
Ovid ist Thema verschiedener Romane, so von Christoph Ransmayr (Die letzte Welt, 1988), Gertrude Atherton (The golden peacock, 1936), Jane Alison (The love artist, New York 2001), Volker Ebersbach (Der Verbannte von Tomi, 1984), Vintilă Horia (Dieu est né en exil, 1960, erhielt den Prix Goncourt), David Malouf (An imaginary life, Das Wolfskind 1978), Eckart von Naso (1958), Wilhelm Walloth (Ovid, 1890), Tanja Kinkel (Venuswurf, 2006) und Josef Svorecky (An inexplicable story, 2002).

## Textausgaben
(Siehe auch die Artikel zu den einzelnen Werken.)
- Franz Bömer: P. Ovidius Naso. Die Fasten. Lat./Deutsch. Hg., übers. u. kommentiert von F. Bömer. Heidelberg 1957.
- James George Frazer: Ovid’s Fasti. Text und englische Übersetzung. Heinemann, London 1931; Nachdruck 1959 (archive.org).
- Publius Ovidius Naso: Metamorphosen. Sammlung Tusculum. Artemis & Winkler, Düsseldorf und Zürich 1996, (darin Zusammenstellung wissenschaftlicher Literatur zu Ovid und den Metamorphosen).